# Orthriophis moellendorffi
Rắn sọc khoanh, tên khoa học Orthriophis moellendorffi, là một loài rắn trong họ Rắn nước. Loài này được Boettger mô tả khoa học đầu tiên năm 1886. Chúng được đặt tên khoa học theo nhà khoa học người Đức Otto Franz von Möllendorff (1848–1903).
Loài rắn này có ở Việt Nam, chúng được xếp vào nhóm nguy cấp trong Danh mục sách đỏ động vật Việt Nam.

## Đặc điểm
Đó là một loài rắn có đầu và đuôi đỏ chót, chúng sinh sống tại nhiều địa phương trải dài từ miền núi phía Bắc cho đến khu vực Bắc Trung Bộ. Do có hoa văn giống trăn nên chúng còn được gọi bằng nhiều tên khác như trăn lèn, trăn đá, trăn lạt... tùy theo từng địa phương. Chúng là một loài rắn không có nọc độc và rất hiền lành đối với con người. Chúng còn được nhiều người Việt Nam nuôi làm cảnh vì màu sắc độc đáo của chúng. Tại một số địa phương, chúng còn trở thành một đặc sản bổ dưỡng có hương vị đậm đà. Do bị săn bắt và mất môi trường sống, số lượng của chúng đã suy giảm mạnh trong tự nhiên. Do bị săn bắt và mất môi trường sống, số lượng của chúng đã suy giảm mạnh trong tự nhiên. 

## Tin đồn
Người dân xã Tràng Đà, thành phố Tuyên Quang đã phong một loài rắn lạ thường xuyên xuất hiện tại địa phương là "rắn thần", do chúng hay xuất hiện quanh đền Cấm thuộc xóm 16, xã Tràng Đà. Người dân cho rằng đây là một ngôi đền rất thiêng, và những con rắn đỏ, còn gọi là "ngựa ngài", chính là phương tiện đi lại của các bậc thần linh ở nơi đây. Xung quanh những con rắn này đã xuất hiện nhiều câu chuyện mang đậm màu sắc huyền bí, kì dị mà không một ai có thể kiểm chứng. Điều này khiến chẳng ai dám "mạo phạm" vào loài "rắn thần". Xét trên phương diện bảo tồn, việc "thần thánh hóa" rắn sọc khoanh dường như lại là điều tích cực, vì nó bảo vệ cho loài rắn này không bị con người xâm hại.